# Gabinet de l'Azerbaidjan
El Gabinet de Ministres de la República de l'Azerbaidjan (en àzeri: Azərbaycan Respublikasının Nazirlər Kabineti) és l'òrgan suprem executiu de la República de l'Azerbaidjan que supervisa als ministeris o altres òrgans executius assessors de President de la República de l'Azerbaidjan. Va ser establert el 7 de febrer de 1991 per ordre presidencial.

## Funcions
El Gabinet promulga les lleis, adopta decisions de la seguretat política, financera i nacional de la República. També prepara el projecte del pressupost, supervisa la seva execució i realitza la política fiscal; i aplica els programes estatals de desenvolupament econòmic i seguretat social. El Gabinet dels Ministres de la República de l'Azerbaidjan està subordinat al President.

## Estructura
El Gabinet consta de primer ministre, viceprimer ministres, ministre o altres caps dels òrgans principals executius.
El 21 d'abril de 2018 per la disposició del President de la República de l'Azerbaidjan va ser convocada nova composició del Gabinet. El 8 d'octubre de 2019 va nomenar a Ali Asadov el primer ministre. A més, els membres Gabienete actual són:
| Òrgan                                                        | Cap                 | Imatge | Des                    |
| Primer ministre                                              | Ali Asadov          |        | 21 d'abril de 2018     |
| Primer Viceprimer Ministre                                   | Yaqub Eyyubov       |        | 13 de febrer de 2003   |
| Viceprimer Ministre                                          | Ali Akhmedov        |        | 22 d'octubre de 2013   |
| Viceprimer Ministre                                          | Shahin Mustafayev   |        | 22 d'octubre de 2019   |
| Ministre d'Agricultura                                       | Inam Karimov        |        | 21 d'abril de 2018     |
| Ministre de Cultura                                          | Anar Karimov        |        | 23 d'abril de 2018     |
| Ministre de Defensa                                          | Zakir Hasanov       |        | 22 d'octubre de 2013   |
| Ministre de Defensa Industrial                               | Madat Guliyev       |        | 20 de juny de 2019     |
| Ministre d'Ecologia i Recursos Naturals                      | Muxtar Babayev      |        | 23 d'abril de 2018     |
| Ministre d'Economia                                          | Mikayil Jabbarov    |        | 23 d'octubre de 2019   |
| Ministre d'Educació                                          | Emin Amrullayev     |        | 23 d'abril de 2018     |
| Ministre de Situacions d'Emergència                          | Kamaladdin Heydarov |        | 6 de febrer de 2006    |
| Ministre d'Energia                                           | Parviz Shahbazov    |        | 12 d'octubre de 2017   |
| Ministre de Finances                                         | Samir Sharifov      |        | 18 d'abril de 2006     |
| Ministre d'Assumptes Externs                                 | Djeyhun Bayramov    |        | 16 de juliol de 2020   |
| Ministre de Salut                                            | Ogtay Shiraliyev    |        | 20 d'octubre de 2005   |
| Ministre d'Afers Interiors                                   | Vilayat Eyvazov     |        | 20 de juny de 2019     |
| Ministre de Justícia                                         | Fikrat Mammadov     |        | 19 d'abril de 2000     |
| Ministre de Treball i Benestar Social                        | Sahil Babayev       |        | 21 d'abril de 2018     |
| Ministre de Transport, Comunicació i Alta Tecnologia         | Ramin Guluzade      |        | 13 de febrer de 2017   |
| Ministre de Joventut i Esport                                | Azad Rahimov        |        | 7 de febrer de 2006    |
| Cap del Comitè Estatal de Planificació Urbana i Arquitectura | Anar Guliyev        |        | 8 de gener de 2020     |
| Cap del Comitè Estatal d'Assumptes de Família, Dona i Nens   | Bahar Muradova      |        | 12 de març de 2020     |
| Cap del Comitè Estatal d'Refugis i Desplaçats Interns        | Rovshan Rzayev      |        | 21 d'abril de 2018     |
| Cap del Comitè Estatal d'Diàspora                            | Fuad Muradov        |        | 23 d'abril de 2018     |
| Cap del Comitè Estatal d'Organitzacions Religioses           | Mubariz Gurbanli    |        | 21 de juliol de 2014   |
| Cap del Comitè Estatal de Duanes                             | Safar Mehdiyev      |        | 23 d'abril de 2018     |
| Cap del Comitè Estatal d'Estadístiques                       | Tahir Budagov       |        | 13 d'agost de 2015     |
| Cap de Servei Estatal d'Intel·ligència Estrangera            | Orkhan Sultanov     |        | 14 de desembre de 2015 |
| Cap de Servei Estatal de Serveis Fronterers                  | Elchin Guliyev      |        | 31 de juliol de 2002   |
| Cap de Servei Estatal de Migració                            | Vusal Huseynov      |        | 23 d'abril de 2018     |
| Cap de Servei Estatal de Servei de Seguretat                 | Ali Nagiyev         |        | 20 de juny de 2019     |
| Cap de Servei Estatal de Mobilització i Conscripción         | Arzu Rahimov        |        | 13 de febrer de 2012   |
| Cap de l'Agència Estatal de Seguretat Alimentària            | Goshgar Tahmazli    |        | 25 de desembre de 2017 |
| Cap de l'Agència Estatal de Turisme                          | Fuad Naghiyev       |        | 23 d'abril de 2018     |